# كليفلاند باكنر
كليفلاند باكنر (بالإنجليزية: Cleveland Buckner)‏ مواليد 17 أغسطس 1938 في يازو سيتي - الوفاة 05 أكتوبر 2006، كان لاعب كرة سلة أمريكي. بدأ مسيرته الاحترافية في سنة 1961. تم اختياره من قبل فريق نيويورك نيكس خلال الدرافت. حمل الرقم 12. بلغ طوله 6 قدم 9 بوصة (2.1 م). اعتزل اللعب في 1963.

## روابط خارجية
- كليفلاند باكنر على موقع إن بي أي (الإنجليزية)
- كليفلاند باكنر على موقع سبورتس رفرنس (الإنجليزية)
- كليفلاند باكنر على موقع ريلجم (الإنجليزية)
- كليفلاند باكنر على موقع بروبوليرز (الإنجليزية)